# Sticklinge udde
Sticklinge udde est une localité de Suède dans la commune de Lidingö située dans le comté de Stockholm.
Sa population était de 3 073 habitants en 2019.